# Stadt Lindau
Stadt Lindau ist ein Ortsteil der gleichnamigen Ortschaft der Stadt Zerbst/Anhalt im Landkreis Anhalt-Bitterfeld in Sachsen-Anhalt, (Deutschland).

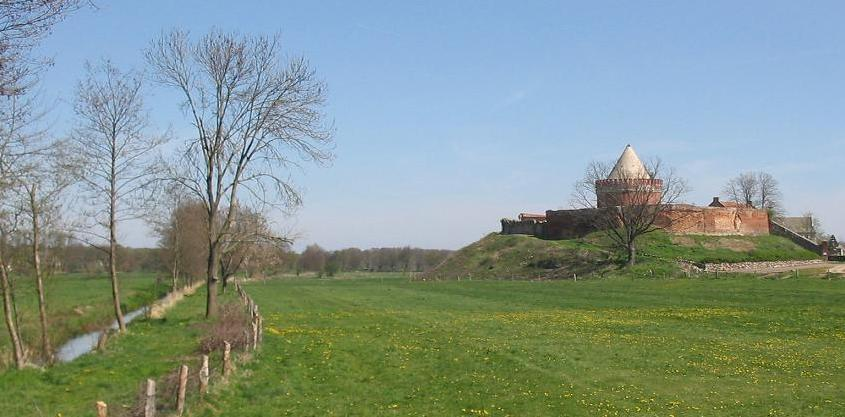
Nuthe und Burg Lindau

## Geografie
Lindau im Vorfläming liegt zwischen den Städten Zerbst und Möckern. Die nördliche Nuthe biegt hier, von Nordwesten kommend, in Richtung Süden ab. Oberhalb dieser Flussbiegung liegt die Burg Lindau. Lindau gehört zum 2005 erklärten Naturpark Fläming.
Die Ortschaft Lindau bildet sich durch die Ortsteile Kerchau (59 Einwohner), Lietzo (40 Einwohner), Stadt Lindau (814 Einwohner) und Quast (38 Einwohner), sowie den Wohnplätzen Neue Sorge und Vordamm.

## Geschichte
Auf dem Gelände der Vorburg wurden Siedlungsreste aus dem 9. und 10. Jahrhundert gefunden. Die Burg Lindau taucht 1179 erstmals in einer Urkunde als Sitz des Evererus von Lindau auf. Sie diente in kriegerischen Zeiten oft als Zuflucht für die Bewohner Lindaus. Im 15. Jahrhundert wurde die Burg ausgebaut und 1863 der Burgturm in der Zeit der askanischen Restauration durch Herzog Leopold Friedrich erneuert. Sehenswert ist die Kirche in Lindau (spätromanischer Stil).
Die ehemalige Burg im Ortsteil Quast war 1315 im Besitz des Ritters Ulricus Quast, der zum Stammvater des Adelsgeschlechts von Quast wurde, das 1419 auch auf Burg Garz erwähnt wird und seither vor allem in der Mark Brandenburg ansässig war.
Die Stadt war bis 1856 geteilt in Flecken-Lindau und Grünstraße-Lindau, bis sie durch Verordnung vom 8. Januar 1856 zu einer Gemeinde vereinigt wurde.
Am 20. Juli 1950 wurden die bis dahin eigenständigen Gemeinden Kerchau, Lietzo und Quast nach Lindau eingemeindet.
Im Jahre 2008 lebten 1096 Einwohner (31. Dezember 2008) in Lindau.
Am 1. Januar 2010 wurde die Landstadt Lindau mit den zugehörigen Ortsteilen Kerchau, Lietzo und Quast nach Zerbst/Anhalt eingemeindet.
Am 1. Juli 2014 ist das neue Kommunalverfassungsgesetz des Landes Sachsen-Anhalt in Kraft getreten. In dessen §14 (2) wird den Gemeinden die Möglichkeit gegeben, den Ortsteilen, die vor der Eingemeindung Städte waren, diese Bezeichnung zuzuerkennen. Die Stadt Zerbst/Anhalt hat von dieser Regelung Gebrauch gemacht. Ihre Hauptsatzung ist mit deren erster Änderung mit Wirkung vom 18. April 2015 in Kraft getreten. Im §1 (2) werden die Ortsteile mit ihren amtlichen Namen aufgeführt. Die Ortschaften werden im §16 (1) aufgelistet. Der Ortsteil heißt seitdem Stadt Lindau. Er gehört zur Ortschaft Lindau.

## Religion
Das ursprünglich zum Archidiakonat Leitzkau des Bistums Brandenburg gehörende Lindau wurde durch die um 1530 durchgeführte Reformation evangelisch-lutherisch.

### Evangelisch-lutherische Kirchengemeinde
Die Kirche in Lindau gehört zur Kirchengemeinde Lindau des Regionalpfarramtes Zerbst-Lindau im Kirchenkreis Zerbst der Evangelischen Landeskirche Anhalts. Zur Kirchengemeinde Lindau gehören neben Lindau auch die Ortschaften Badewitz, Buhlendorf, Kerchau, Kuhberge, Lietzo, Quast, Strinum und Zernitz.

### Römisch-katholische Kuratie
Nach dem Zweiten Weltkrieg kamen durch die Flucht und Vertreibung Deutscher aus Mittel- und Osteuropa wieder Katholiken in größerer Zahl nach Lindau und in die umliegenden Ortschaften, so dass es am 1. Dezember 1946 zur Gründung der katholischen Kuratie Lindau kam, die zur Pfarrei Zerbst gehörte. Der aus Oberschlesien stammende Priester Bruno Schoppa (1906–1973) war von 1946 bis zu seinem Tod ihr Kuratus. Inzwischen wurde die Kuratie Lindau wieder aufgelöst, heute gehören Katholiken in Lindau zur Pfarrei Heilige Familie mit Sitz in Roßlau, die nächstliegende Kirche ist St. Jacobus der Ältere in Zerbst.

## Politik

### Ortschaftsrat
Als Ortschaft der Stadt Zerbst/Anhalt übernimmt ein so genannter Ortschaftsrat die Wahrnehmung der speziellen Interessen des Ortes innerhalb bzw. gegenüber den Stadtgremien. Er wird aus neun Mitgliedern gebildet.

### Bürgermeister
Der letzte Bürgermeister der Stadt Lindau war Helmut Seidler.
Als weiteres ortsgebundenes Organ fungiert der Ortsbürgermeister, dieses Amt wird zur Zeit von Helmut Seidler wahrgenommen.

### Wappen
| | Blasonierung: „In Silber aus einem grünen Schildfuß eine grüne Linde wachsend.“ |
| Wappenbegründung: Die Farben des Ortes sind Grün - Weiß (Silber). Lindau ist eine ehemals anhaltische Stadt. Da die Akten des anhaltischen Staatsministeriums größtenteils nicht überliefert sind, konnte nicht festgestellt werden, ob das Wappen bereits urkundlich bestätigt worden ist. Die vorliegende Literatur erwähnt, dass Lindau seit 1856 in Silber eine grüne Linde im Wappen führt und die Stadtfarben Grün - Weiß seit 1896 führt. Das Wappen wurde in der Quedlinburger Wappenrolle unter der Nummer QWR II/89023 registriert. Das Wappen wurde von der Heraldischen Gesellschaft „Schwarzer Löwe“ Leipzig gestaltet, am 16. November 1992 durch das Ministerium des Innern genehmigt und im Landesarchiv Sachsen-Anhalt unter der Wappenrollennummer 22/1992 registriert. |                                                                                 |

### Flagge
Die Flagge ist grün - weiß (1:1) gestreift.

## Verkehrsanbindung
Lindau (Anhalt) liegt an der Straßenverbindung (L55) von Zerbst nach Loburg. Der Bahnhof Lindau (Anh) lag an der Bahnstrecke Berlin–Blankenheim; in den 1990er-Jahren wurde diese für Geschwindigkeiten von bis zu 160 km/h ausgebaut und elektrifiziert. Zeitweise verkehrten hier (beim Bau der Schnellfahrstrecke Hannover–Berlin) sogar ICE-Züge (ohne Halt), die Verbindung über Lindau wird jedoch seit Dezember 2004 nicht mehr befahren.
Die nächste Station befindet sich nun im 10 km entfernten Zerbst an der Bahnstrecke Trebnitz–Leipzig.